# Joachim Hoffmann (Komponist)
Joachim Johann Hoffmann (* 10. November 1784 in Untermarkersdorf; † 1. Juni 1856 in Wien) war ein österreichischer Komponist und Musiklehrer.

## Leben und Werk
Joachim Hoffmann fand in seiner Musikereigenschaft erste Erwähnung 1813 als in Wien lebender „Tonkünstler“. Er wirkte dort als gesuchter Klavierlehrer und Lehrer für Musiktheorie und Generalbass. Zu den Schülern der von ihm betriebenen Privatschule zählten Leopoldine Blahetka und Joseph August Adam. Für die verschiedentlich zu findende und auf dessen ersten Biographen Ludwig Eisenberg zurückgehende Angabe, auch Johann Strauss (Sohn) habe bei Hoffmann Harmonielehre und Kontrapunkt studiert, fehlen allerdings Belege.
Außerdem trat er mehrfach als Komponist in Erscheinung, so 1818 mit einer Messe für Chor und Orchester in der Italienischen Kirche, weiterhin mit Kantaten und kleineren kirchenmusikalischen Werken, aber auch Sinfonien, Kammer- und Klaviermusik. Hoffmann trug eine Variation zu einem Walzer Anton Diabellis bei (der insgesamt 50 zeitgenössische Komponisten zu je einer Variation über einen selbstkomponierten Walzer angeregt hatte, die unter dem Titel „Vaterländischer Künstlerverein“ publiziert wurden; Beethoven verarbeitete das Thema in eigenen Diabelli-Variationen). 
Joachim Hoffmann war Verfasser der im Verlag Haslinger erschienenen Harmonielehre. Leitfaden zum Unterrichte und zur Selbstbelehrung. 1850 wurde er mit der österreichischen Goldenen Medaille für Kunst und Wissenschaft ausgezeichnet.